# Corte d'appello di Palermo

Territorio del distretto di corte d'appello di Palermo

Il distretto della Corte d'appello di Palermo è formato da sei circondari, quelli dei Tribunali ordinari di Agrigento, Marsala, Palermo, Sciacca, Termini Imerese e Trapani.
Costituisce una delle quattro Corti d'appello nel territorio della Regione Siciliana.
Al suo interno operano, con competenza estesa all'intero Distretto, il Tribunale di Sorveglianza ed il Tribunale per i Minorenni, che hanno sede a Palermo. La competenza giurisdizionale principale della Corte di Appello è di secondo grado. Ciò significa che essa decide sulle impugnazioni (appelli) proposte contro le sentenze in materia civile e penale dei Tribunali, e (per la sola materia penale) delle Corti di Assise (uffici di primo grado) del distretto.
Le funzioni di Pubblico Ministero vengono esercitate presso la Corte di Appello dalla Procura Generale.
Ha sede nel Palazzo di Giustizia di Palermo, in piazza Vittorio Emanuele Orlando.

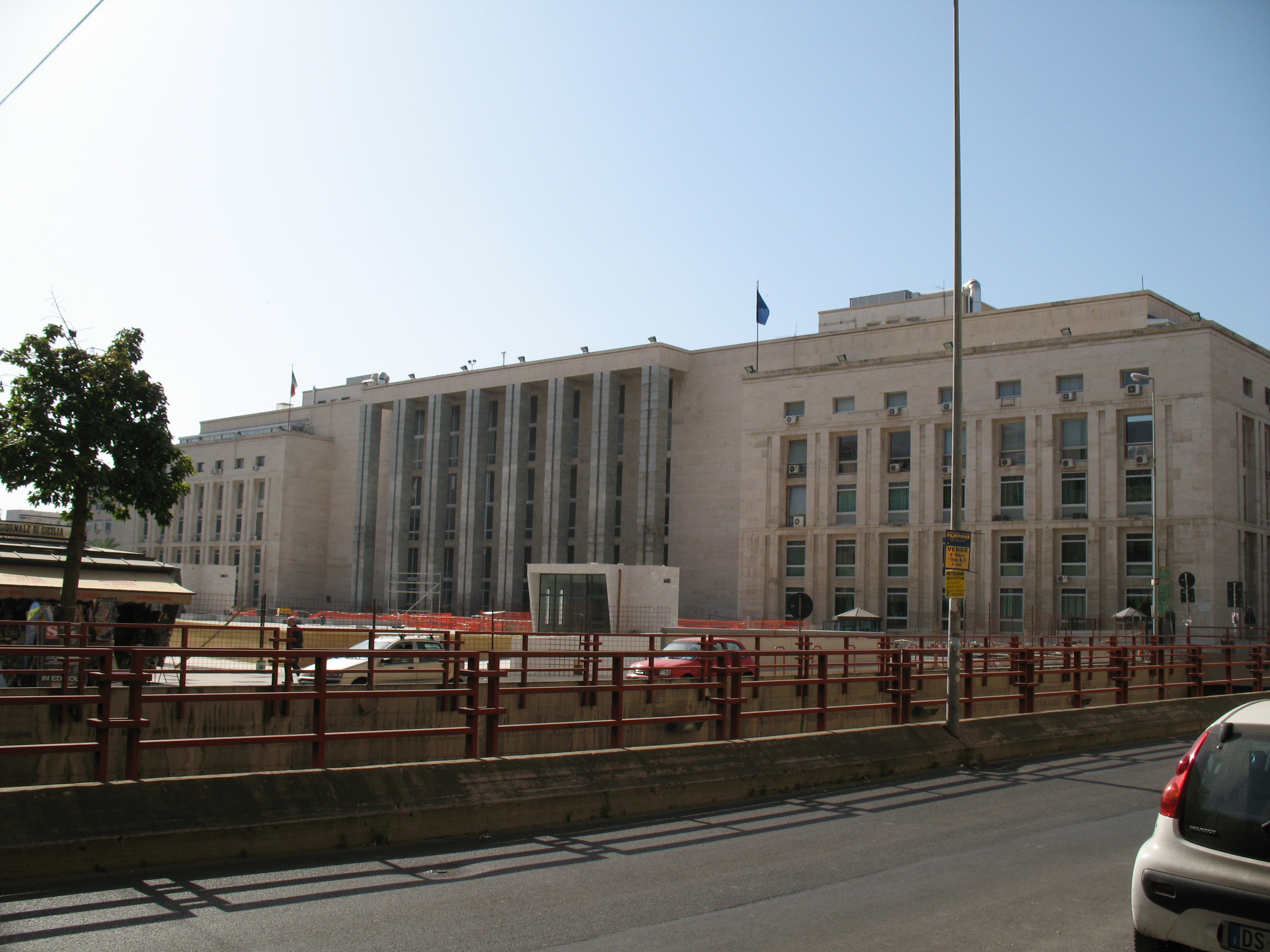
Palazzo di Giustizia di Palermo

## Tribunale di Agrigento

### Giudice di pace di Agrigento
Agrigento, Aragona, Camastra, Cammarata, Campobello di Licata, Canicattì, Casteltermini, Castrofilippo, Cattolica Eraclea, Comitini, Favara, Grotte, Joppolo Giancaxio, Lampedusa e Linosa, Licata, Montallegro, Naro, Palma di Montechiaro, Porto Empedocle, Racalmuto, Raffadali, Ravanusa, Realmonte, San Biagio Platani, San Giovanni Gemini, Santa Elisabetta, Sant'Angelo Muxaro, Siculiana

## Tribunale di Marsala
Il tribunale di Marsala e la sua Procura hanno competenza e giurisdizione nei seguenti territori amministrativi dei comuni di: Marsala, Mazara del Vallo, Campobello di Mazara, Castelvetrano, Petrosino, Salemi, Vita e Pantelleria. Il tribunale di Marsala è dedicato ai giudici Paolo Borsellino e Cesare Terranova, in quanto entrambi sono stati procuratori di Marsala. Il palazzo di Giustizia è sito nella nuova sede di via del Fante operativo da fine settembre 2019 e inaugurato ufficialmente il 9 ottobre 2019, che assorbe e sostituisce la vecchia sede fatiscente di Piazza Borsellino.

### Giudice di pace di Castelvetrano
Campobello di Mazara, Castelvetrano

### Giudice di pace di Marsala
Marsala, Mazara del Vallo, Petrosino, Salemi, Vita

### Giudice di pace di Pantelleria
Pantelleria

## Tribunale di Palermo

### Giudice di pace di Palermo
Altofonte, Balestrate, Borgetto, Camporeale, Capaci, Carini, Cinisi, Giardinello, Isola delle Femmine, Monreale, Montelepre, Palermo, Partinico, San Cipirello, San Giuseppe Jato, Terrasini, Torretta, Trappeto, Ustica, Villabate

## Tribunale di Sciacca

### Giudice di pace di Bivona
Alessandria della Rocca, Bivona, Cianciana, Santo Stefano Quisquina

### Giudice di pace di Partanna
Gibellina, Partanna, Poggioreale, Salaparuta, Santa Ninfa

### Giudice di pace di Ribera
Burgio, Calamonaci, Lucca Sicula, Ribera, Villafranca Sicula

### Giudice di pace di Sciacca
Caltabellotta, Menfi, Montevago, Sambuca di Sicilia, Santa Margherita di Belice, Sciacca

## Tribunale di Termini Imerese

### Giudice di pace di Corleone
Bisacquino, Campofiorito, Chiusa Sclafani, Contessa Entellina, Corleone, Giuliana, Palazzo Adriano, Prizzi, Roccamena

### Giudice di pace di Gangi
Blufi, Gangi, Geraci Siculo, Petralia Soprana

### Giudice di pace di Lercara Friddi
Alia, Castronovo di Sicilia, Lercara Friddi, Valledolmo, Vicari

### Giudice di pace di Polizzi Generosa
Alimena, Bompietro, Castellana Sicula, Petralia Sottana, Polizzi Generosa

### Giudice di pace di Termini Imerese
Aliminusa, Altavilla Milicia, Bagheria, Baucina, Belmonte Mezzagno, Bolognetta, Caccamo, Caltavuturo, Campofelice di Fitalia, Campofelice di Roccella, Castelbuono, Casteldaccia, Cefalà Diana, Cefalù, Cerda, Ciminna, Collesano, Ficarazzi, Godrano, Gratteri, Isnello, Lascari, Marineo, Mezzojuso, Misilmeri, Montemaggiore Belsito, Piana degli Albanesi, Pollina, Roccapalumba, San Mauro Castelverde, Santa Cristina Gela, Santa Flavia, Sciara, Sclafani Bagni, Scillato, Termini Imerese, Trabia, Ventimiglia di Sicilia, Villafrati

## Tribunale di Trapani
Il tribunale di Trapani e la sua Procura hanno competenza e giurisdizione nei seguenti territori amministrativi dei comuni di: Alcamo, Buseto Palizzolo, Calatafimi-Segesta, Castellammare del Golfo, Custonaci, Erice, Favignana, Paceco, San Vito Lo Capo, Trapani, Valderice. Il palazzo di giustizia ha sede in via XXX gennaio.
Il tribunale di Trapani è sede di Corte d'assise e di Ufficio di sorveglianza.

### Giudice di pace di Alcamo
Alcamo, Calatafimi-Segesta, Castellammare del Golfo

### Giudice di pace di Trapani
Buseto Palizzolo, Custonaci, Erice, Favignana, Paceco, San Vito Lo Capo, Trapani, Valderice

## Altri organi giurisdizionali competenti per i comuni del distretto

### Sezioni specializzate
- Corte d’assise di Agrigento, Palermo e Trapani
- Corte d'assise d'appello di Palermo
- Sezioni specializzate in materia di impresa presso il Tribunale e la Corte d'appello di Palermo
- Tribunale regionale delle acque pubbliche di Palermo
- Sezione specializzata in materia di immigrazione, protezione internazionale e libera circolazione dei cittadini dell'Unione europea presso il Tribunale di Palermo

### Giustizia minorile
- Tribunale per i minorenni di Palermo
- Corte d'appello di Palermo, sezione per i minorenni

### Sorveglianza
- Ufficio di sorveglianza di Agrigento, Palermo e Trapani
- Tribunale di sorveglianza di Palermo

### Giustizia tributaria
- Commissione tributaria provinciale (CTP): Agrigento, Palermo e Trapani
- Commissione tributaria regionale (CTR) Sicilia, sede di Palermo

### Giustizia militare
- Tribunale militare di Napoli
- Corte d’appello militare di Roma

### Giustizia contabile
- Corte dei Conti: Sezione Giurisdizionale per la Regione Siciliana; Sezione regionale di controllo per la Regione Siciliana; Procura regionale presso la sezione giurisdizionale; Sezione giurisdizionale d'appello; Procura Generale d'appello; Sezioni Riunite con sede a Palermo[5]

### Giustizia amministrativa
- Tribunale Amministrativo Regionale per la Sicilia – sede di Palermo[6]
- Consiglio di giustizia amministrativa per la Regione siciliana (Palermo)[7]

### Usi civici
- Commissariato per la liquidazione degli usi civici della Sicilia, con sede a Palermo